# Giek
De giek, oorspronkelijk gijk genoemd, is het rondhout aan de achterkant van de mast van een zeilschip, waaraan de onderkant (onderlijk) van het grootzeil is vastgemaakt. Het rondhout is van oudsher gemaakt van hout of metaal. Het zorgt ervoor dat de onderkant van een zeil uitgespreid blijft. Aan de giek zit ook de grootschoot vast, de lijn waarmee het zeil gevierd dan wel aangehaald kan worden tot een juiste stand ten opzichte van de wind. Met een kraanlijn, ook wel dirk genoemd, kan de giek naar de gaffel worden opgetrokken om de wind uit het zeil te halen. 
Er zijn verschillende manieren waarop de giek aan de mast bevestigd kan worden. Gemene deler is dat de giek bewegingsvrijheid moet hebben, moet kunnen draaien in het horizontale vlak. Een aantal manieren:
- giek met klauw: 
Een klauw is een bek die om de mast heen past.
- giek met zwanenhals: 
Een zwanenhals is een haak die op het einde van de giek bevestigd is. De haak past in een oog dat aan de mast bevestigd is.
- giek met lummelbout: 
Een lummel is een bout die aan het eind van de giek bevestigd is en die past in de lummelpot, die aan de mast bevestigd is. De giek kan hiermee horizontaal en verticaal scharnieren.
- lummelbeslag met lummelslee: 
Een uitbreiding op de vorige optie, waarbij het bevestigingspunt van de giek aan de mast ook op en neer geschoven kan worden over de mast heen. Met de grootzeilval kan met het zeil de giek omhooggetrokken worden, met de voorlijkspanner kan de giek weer omlaag getrokken worden.

Als het beslag het mogelijk maakt dat de giek ook om z'n eigen as kan draaien, kan men het zeil om de giek wikkelen om zo het zeiloppervlak te verminderen, te reven. Men spreekt dan van een rolrif. In dat geval dient de grootschoot op de giek aan te grijpen via een schootring. Die ring omvat de giek samen met het opgerolde zeil. 
Aan de giek kan ook een neerhouder bevestigd worden, met als doel het zeil strakker te spannen (met name van belang bij hoge, aan de windse koersen).

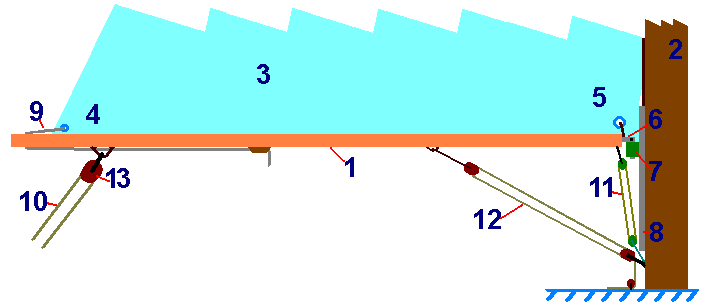
Giek

Verklaring van nummers van nevenstaande tekening:
1. Giek
2. Mast
3. Zeil
4. Schoothoek
5. Halshoek
6. Lummelbout
7. Lummelslee
8. Lummelbeslag
9. Onderlijkstrekker
10. Grootschoot
11. Halstalie
12. Neerhaler
13. Grootschootblok

## Surfplank
De giek van het tuig van een surfplank bestaat uit twee gekromde buizen, symmetrisch aan weerszijden van het zeil, omdat het onderlijk van het zeil scheef loopt en onder aan de mast begint. De vrijwel horizontale giek zit aan de voorzijde bevestigd aan de mast met een klemconstructie, aan de achterzijde zit de giek vast met de uithaler. Aan de giek bevinden zich aan beide zijden trapezetouwtjes. Het materiaal van deze gieken is meestal carbon (koolstof).

## Roeiboot
Verder werd de benaming giek vroeger ook wel gebruikt voor een kleine kapiteins(roei)boot die door meerdere mannen werd geroeid (vergelijk het Engelse "gig"). Op iedere bank bevond zich slechts één roeier. 